# Anabaena
Genre
Anabaena est un genre de cyanobactéries filamenteuses (anciennement appelées algues bleues) de la famille des Nostocaceae, que l'on trouve dans le plancton.

## Écologie, biologie

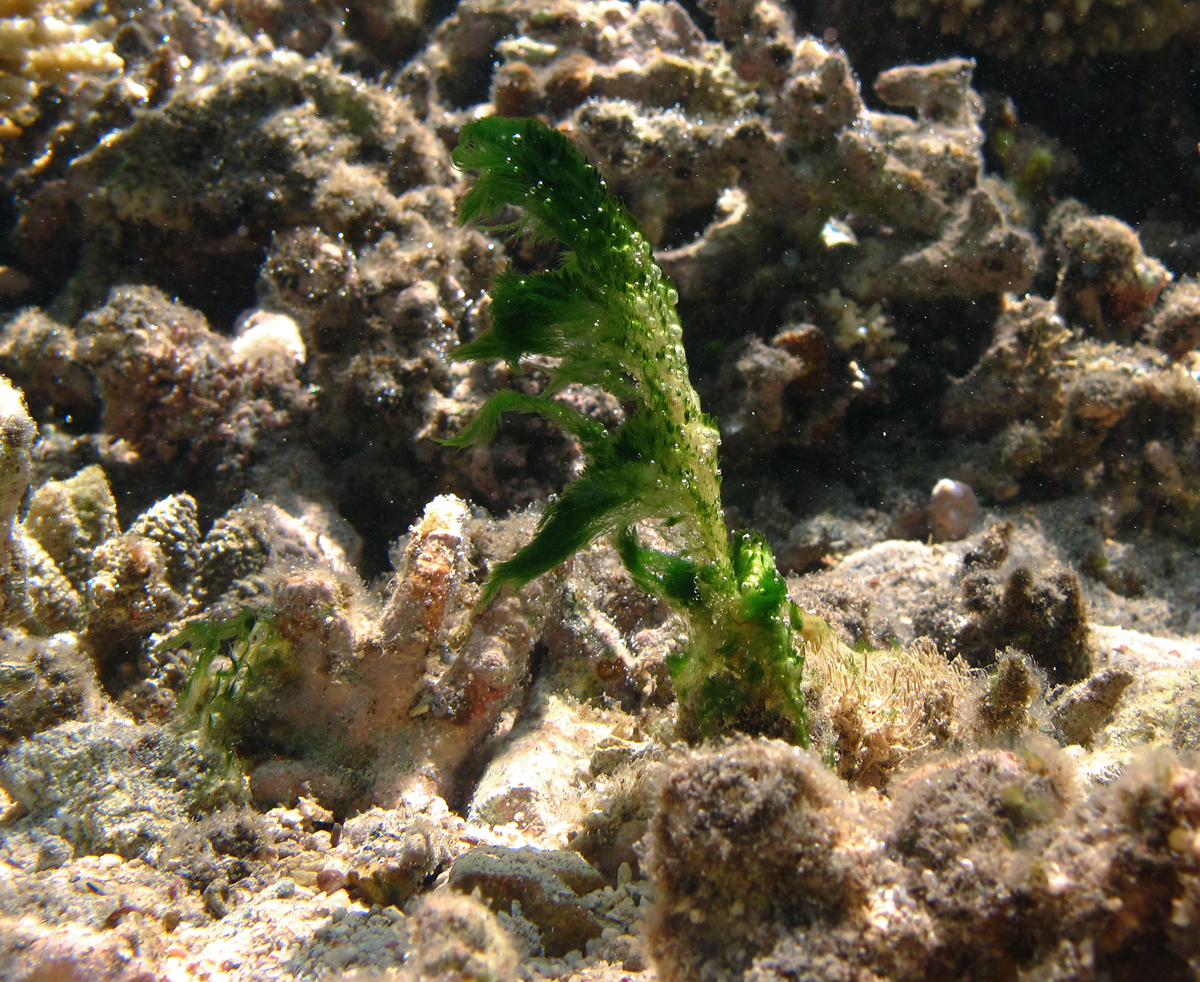
Colonie dAnabaena à La Réunion.

Ces cyanobactéries sont connues pour leur capacité à fixer l'azote, et elles forment une relation de symbiose avec certaines plantes, telles les fougères aquatiques (du genre Azolla). Pour cette raison ce sont des organismes de laboratoires qui ont été utilisés pour étudier la capacité de certains polluants (pétroliers notamment) à inhiber la fixation de l'azote (ou d'ailleurs d'autres gaz),
C'est l'un des quatre genres de cyanobactéries produisant des neurotoxines qui peuvent dans certaines conditions s'avérer dangereuses tant pour la vie sauvage ou pour les animaux d'élevage et les animaux de compagnie.

## Identification, taxonomie
En 1999, un projet de séquençage ADN a été mené, et a permis de décoder le génome complet d'Anabaena, qui est constitué de 7,2 millions de paires de bases. 
L'étude s'est concentrée sur les hétérocystes, qui transforment l'azote en ammoniaque. Certaines espèces d'Anabaena ont été utilisées dans des rizières, prouvant qu'elles constituent un engrais naturel efficace.
Leur identification, comme celle des cyanobactéries en général, relève de spécialistes. 
La réaction en chaîne par polymérase (PCR) commence à pouvoir être utilisée pour identifier les espèces par leur ADN.

Sur la base de premières analyses phylogénétiques (basées sur l'étude de l'ARN), il existe des formes stables correspondant à chaque cluster phylogénétique (ex : longueur et largeur des akinètes qui pourraient être utiles pour classer les différentes souches d'Anabaena/Aphanizomenon), les analyses ARN montrant que la classification des anabaenoidés doit être révisée.

## Liste desespècesetsous-espèces
Certaines classifications, préfèrent appeler ce genre Romanoa, cependant Anabaena demeure utilisé par la plupart des bases de données de référence, comme AlgaeBase. 
Selon World Register of Marine Species (18 février 2016) :
- Anabaena abnormis Proskina-Lavrenko & Makarova, 1968
- Anabaena aequalis Borge, 1906
- Anabaena aerophila Brabez, 1941
- Anabaena aeruginosa N.L.Gardner, 1927
- Anabaena alatospora Gonzalvez & Kamat, 1959
- Anabaena anisocca Migula, 1905
- Anabaena arenicola (Kützing) Trevisan, 1845
- Anabaena aspera Frémy, 1930
- Anabaena attenuata Kiselev, 1940
- Anabaena augstumalis Schmidle, 1900
- Anabaena augstumnalis Schmidle, 1900
- Anabaena australica Playfair, 1918
- Anabaena austro-africana Cronberg & Komárek, 2004
- Anabaena azollae Strasburger, 1884[10]
- Anabaena azotica Ley, 1959
- Anabaena baltica E.J.Schmidt, 1899
- Anabaena batophora Frémy, 1930
- Anabaena beckii G.De Toni, 1935
- Anabaena belmontica C.G.M.Archibald, 1967
- Anabaena berkeleyana Batters, 1902
- Anabaena bernardinensis R.Chodat & Zender, 1924
- Anabaena bharadwajae B.N.Prasad, 1951
- Anabaena bispora Gayral & Mazancourt, 1958
- Anabaena bonariensis Seckt, 1922
- Anabaena bornetiana F.S.Collins, 1896
- Anabaena brevis Kützing, 1845
- Anabaena broomei Batters, 1891
- Anabaena californica Borge, 1909
- Anabaena carmichaelii Cronberg & Komárek, 2004
- Anabaena catenula Kützing ex Bornet & Flahault, 1886
- Anabaena cavanillesiana González Guerro, 1945
- Anabaena chalybea Kützing, 1843
- Anabaena chilensis Montagne, 1854
- Anabaena circularis
- Anabaena compacta (Kützing) Trevisan, 1845
- Anabaena confervoides Reinsch ex De Toni, 1897
- Anabaena conglobata (Kützing) Trevisan, 1845
- Anabaena contorta Bachmann, 1921
- Anabaena crispa Roemer, 1845
- Anabaena cupressaphila Wolle, 1887
- Anabaena cuticularis Brébisson ex Kützing, 1949
- Anabaena cyanea (Kützing) Trevisan, 1845
- Anabaena cylindrica Lemmermann, 1896
- Anabaena cylindrospora Tschernov, 1950
- Anabaena debilis Kützing, 1849
- Anabaena delicatissima N.L.Gardner, 1927
- Anabaena discoidea (Schmidle) Ostenfeld, 1908
- Anabaena distans Kützing, 1849
- Anabaena duplooyae H.Welsh, 1965
- Anabaena echinospora Skuja, 1926
- Anabaena effusa (Kützing) Trevisan, 1845
- Anabaena elegans Sant'Anna, 1991
- Anabaena ellipsoidea (Compère) Komárek, 2012
- Anabaena elliptica Lemmermann, 1898
- Anabaena elongata Prescott, 1965
- Anabaena endogena Rabenhorst, 1865
- Anabaena epiphytica Huber-Pestalozzi, 1930
- Anabaena epiphytica N.L.Gardner, 1927
- Anabaena eucompacta R.Li & M.Watanabe, 1999
- Anabaena felisii Bornet & Flahault, 1886
- Anabaena fullebornii Schmidle, 1902
- Anabaena fuscovaginata Mares, 2010
- Anabaena galpinii Claassen, 1961
- Anabaena gelatinosa Reinsch, 1866
- Anabaena gerdii E.J.Carpenter & Janson, 2001
- Anabaena ghosei H.Welsh, 1964
- Anabaena gigantea H.C.Wood, 1969
- Anabaena glauca Schmidle, 1901
- Anabaena gracilis Messikommer, 1956
- Anabaena granularis Nägeli ex Kützing, 1849
- Anabaena groenlandica Bachmann, 1921
- Anabaena hatueyi Komárek, 1988
- Anabaena hederulae Kützing, 1849
- Anabaena hieronymi Lemmermann, 1898
- Anabaena hollerbachii Obukhova (Obuchova), 1959
- Anabaena huberi De Toni, 1934
- Anabaena hunanensis C.-C.Jao, 1940
- Anabaena hyalina Schmidle, 1901
- Anabaena imperceptibilis (Bory de Saint-Vincent) Trevisan, 1845
- Anabaena inaequalis Bornet & Flahault, 1886
- Anabaena incognita H.Welsh, 1964
- Anabaena incurva (G.J.Allmann) Trevisan, 1845
- Anabaena indica Tiwari & Pandey, 1976
- Anabaena indica Zeller ex Bornet & Flahault, 1886
- Anabaena involuta Reinsch, 1876
- Anabaena irregularis I.F.Lewis, C.Zirkle & R.Patrick, 1933
- Anabaena iyengarii Bharadwaja, 1935
- Anabaena jaubertiana Montagne, 1859
- Anabaena jeejiae Komárek, 2005
- Anabaena jonssonii J.B.Petersen, 1923
- Anabaena kemptii V.Das & Mitra, 1974
- Anabaena kisselevii Proshkina-Lavrenko, 1968
- Anabaena kwangtungensis S.-H.Ley, 1947
- Anabaena lapponica Borge, 1913
- Anabaena laxa A.Braun, 1886
- Anabaena leonardii Compère, 1967
- Anabaena levanderi Lemmermann, 1906
- Anabaena limicola (Kützing) Trevisan, 1845
- Anabaena lohammarii Skuja, 1956
- Anabaena manchurica Skvortzov, 1937
- Anabaena marina N.L.Gardner, 1932
- Anabaena marklei J.Copeland, 1936
- Anabaena mediocris N.L.Gardner, 1927
- Anabaena mehrai Vasishta, 1961
- Anabaena mesiana Claassen, 1961
- Anabaena microscopica Kützing, 1849
- Anabaena minderi Huber-Pestalozzi, 1938
- Anabaena miniata Skuja, 1956
- Anabaena minima Chernov (Tschernov), 1950
- Anabaena minuta Borzì, 1892
- Anabaena minuta H.Welsh, 1964
- Anabaena minutissima Lemmermann, 1898
- Anabaena monilifera Frémy, 1945
- Anabaena monticulosa Bory de Saint-Vincent, 1827
- Anabaena multispora P.J.L.Dangeard, 1949
- Anabaena neapolitana Kützing, 1843
- Anabaena nodularioides Geitler & Ruttner, 1935
- Anabaena novizelandica Skuja, 1976
- Anabaena oblonga De Wildeman, 1897
- Anabaena obsoleta Kützing, 1849
- Anabaena orientalis S.C.Dixit, 1936
- Anabaena orthogona West, 1891
- Anabaena oscillarioides Bory de Saint-Vincent ex Bornet & Flahault, 1886
- Anabaena papillosa Hirano, 1969
- Anabaena passeriniana De Notaris, 1866
- Anabaena paulseniana J.B.Petersen, 1923
- Anabaena perturbata H.Hill, 1976
- Anabaena pintoi González Guerrero, 1950
- Anabaena pirinica Petkoff, 1925
- Anabaena planctonica Brunnthaler, 1903
- Anabaena poulseniana J.B.Petersen, 1923
- Anabaena promecespora Frémy, 1930
- Anabaena pseudocatenula Claassen, 1961
- Anabaena pseudoscillatoria Bory de Saint-Vincent, 1822
- Anabaena pulchra Morren, 1835
- Anabaena punctata Kützing, 1843
- Anabaena ramakaranae Bharadwaja, 1963
- Anabaena raytonensis Cholnoky, 1955
- Anabaena recta (Kützing) Trevisan, 1845
- Anabaena recta Geitler & Ruttner, 1936
- Anabaena repens Behre, 1956
- Anabaena riparia (Kützing) Trevisan, 1845
- Anabaena robusta Kogan & Yazkuleva (Jazkulijeva), 1970
- Anabaena rudis Meneghini, 1837
- Anabaena saaremaaensis Skuja, 1929
- Anabaena salina Alten, 1913
- Anabaena salina Liebetanz, 1925
- Anabaena scabra G.Dickie, 1880
- Anabaena schauderi H.Welsh, 1961
- Anabaena scheremetievi
- Anabaena sedovii Kosinskaya, 1933
- Anabaena shankargarhii A.K.Varma, 1976
- Anabaena shensiensis C.-C.Jao, 1948
- Anabaena smaragdina Soubeiran, 1858
- Anabaena solicola Kondrateva, 1959
- Anabaena sphaerica Bornet & Flahault, 1886
- Anabaena sphagnicola Tarnavschi & Mitroiu, 1956
- Anabaena spinosa Laloraya & Mitra, 1971
- Anabaena spiroides (Woronichin) Elenkin
- Anabaena stillicidiorum Borzì, 1878
- Anabaena subdelicatula C.-C.Jao, 1940
- Anabaena subvariabilis R.E.M.Archibald, 1967
- Anabaena tatarica Kossinskaja, 1951
- Anabaena tenax (J.D.Hooker & Harvey) J.D.Hooker & Harvey, 1847
- Anabaena tenuis Messikommer, 1956
- Anabaena thermophila G.H.Schwabe, 1947
- Anabaena toruloides C.G.M.Archibald, 1967
- Anabaena torulosa Lagerheim ex Bornet & Flahault, 1886
- Anabaena tschujskaja Obukhova, 1965
- Anabaena turkestanica (Kiselev) Komárek, 2005
- Anabaena tuzsonii Halász, 1936
- Anabaena vaucheriae C.-C.Jao, 1948
- Anabaena verrucosa J.B.Petersen, 1923
- Anabaena vialis Kützing, 1845
- Anabaena voukii G.De Toni, 1836
- Anabaena werneri Brunnthaler, 1903
- Anabaena westii Virieux, 1913
- Anabaena willei N.L.Gardner, 1927
- Anabaena wisconsinensis Prescott, 1944
- Anabaena woodii G.De Toni, 1934

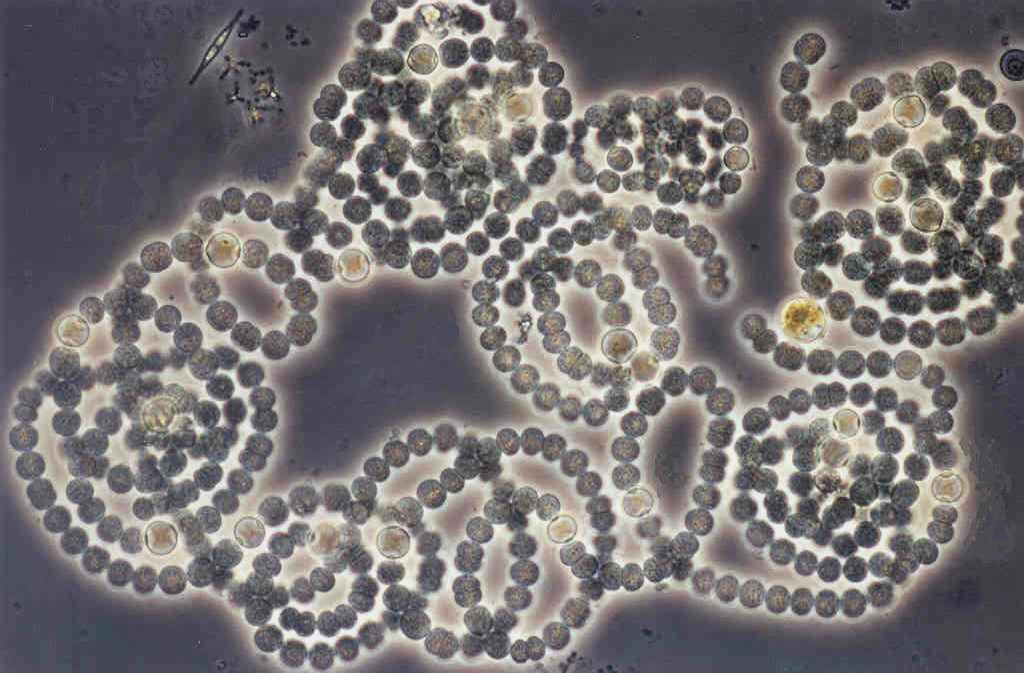
Anabaena circinalis
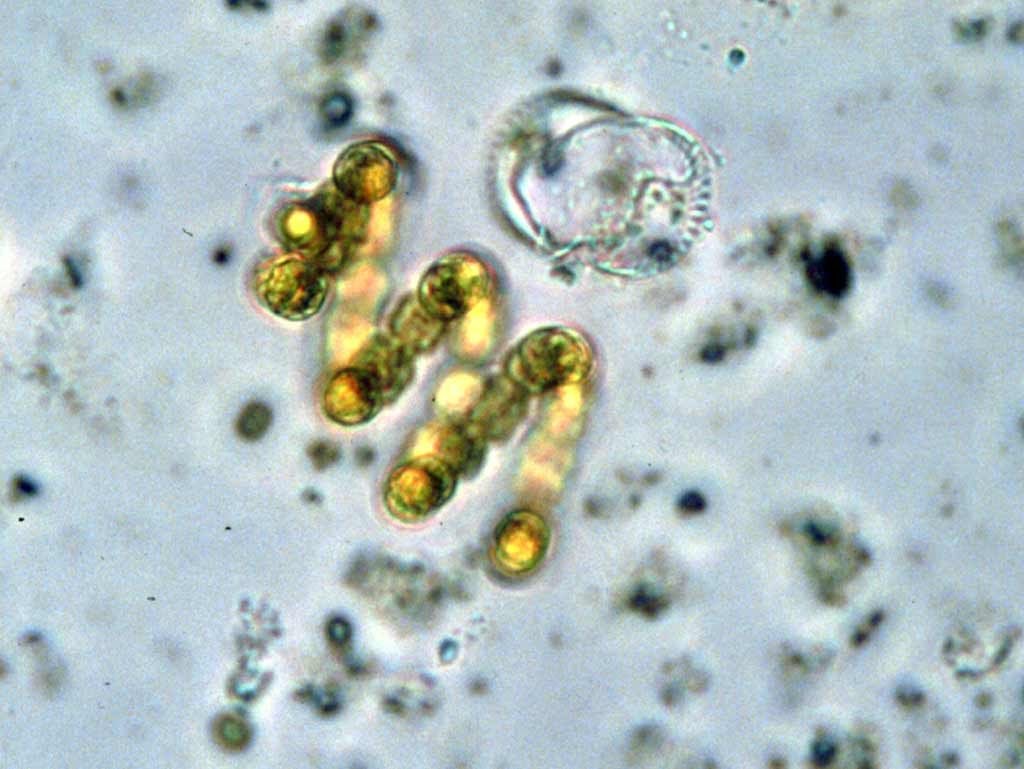
Anabaena spiroides